# Staurogyne viscida
Staurogyne viscida är en akantusväxtart som först beskrevs av Ridley, och fick sitt nu gällande namn av Cornelis Eliza Bertus Bremekamp. Staurogyne viscida ingår i släktet Staurogyne och familjen akantusväxter. Inga underarter finns listade i Catalogue of Life.